# Guillaume Le Lay de Grantugen
Guillaume Le Lay de Grantugen, né le 22 avril 1743 à Lannéanou et mort le 24 avril 1818 à Guerlesquin, est un homme politique français. Il fut député aux États généraux de 1789 et représenta le département du Finistère à l’Assemblée nationale constituante sous le nom de Guillaume Le Lay de Grantugen.

## Biographie
Issu d’une famille  de Lannéanou, il y exploitait un domaine congéable (à Kerudoret) avant la Révolution. Partisan de l’abolition de ce système, il fut élu député de la sénéchaussée de Morlaix aux États généraux de 1789 avec le soutien des représentants des paroisses rurales. Membre du Club des Jacobins, il vota pendant son mandat les principales lois révolutionnaires en particulier l'abolition du régime féodal le 4 août 1789 et la Constitution civile du clergé. Il présenta le 14 septembre 1789, à la tribune de l’Assemblée nationale, un projet de loi portant sur la suppression du domaine congéable et de la quévaise en Bretagne, en soulignant que ces demandes figuraient dans les cahiers de doléances du Tiers état de la plupart des paroisses rurales de Basse-Bretagne. Jean-Marie Baudouin de Maisonblanche, jurisconsulte et député de Lannion, proposa peu de temps après un projet concurrent visant à maintenir le principe du domaine congéable tout en le réformant et proposant par ailleurs la suppression du droit de quévaise. Ce dernier fut effectivement supprimé par décret du 30 mars 1790. Guillaume Le Lay s’opposa vivement aux conceptions de son collègue de Lannion en s’appuyant sur la mobilisation des paysans domaniers de Basse-Bretagne qui firent parvenir à l’Assemblée Nationale de nombreuses pétitions réclamant la suppression de ce régime et parfois envoyèrent des délégations à Paris pour soutenir leurs revendications (délégation du Morbihan conduite par Joseph Le Quinio, par exemple). Malgré cette opposition, la majorité de l’Assemblée Nationale se rallia aux arguments juridiques de Baudoin de Maisonblanche et adopta le 6 août 1791 une loi réformant le domaine congéable sur la base de ses propositions.
Après son retour en Bretagne en octobre 1791, Guillaume Le Lay devint maire de Lannéanou, poste qu’il occupa jusqu’en novembre 1792, date à laquelle il fut élu membre du Directoire du district de Morlaix. Administrateur du district de Morlaix, il dut quitter ses fonctions en mai 1793 à la suite d’une accusation calomnieuse de malversation financière dont il fut blanchi par décision du Directoire du Finistère du 6 juillet 1793. Il mit alors un terme à sa carrière politique et revint à Lannéanou où il reprit ses activités de cultivateur. En 1805 il fut nommé percepteur des contributions à Guerlesquin par l’administration impériale et conserva cette fonction jusqu’à la chute de Napoléon.